# Flávio Lemos
Flávio Miguel Villar de Lemos (Rio de Janeiro, 29 de outubro de 1963), é um músico brasileiro, baixista da banda brasileira de rock Capital Inicial, da qual foi fundador junto de seu irmão, o baterista Fê Lemos. Também tocou na banda Aborto Elétrico. Ele foi interpretado por Daniel Passi na cinebiografia Somos Tão Jovens, de 2013.